# Marquesado de Tenebrón
El Marquesado de Tenebrón es un título nobiliario español creado el 17 de mayo de 1690 por el rey Carlos II de España a favor de Félix Nieto de Silva.
Su denominación hace referencia a la localidad salmantina de Tenebrón.